# Jacobsoniella
Jacobsoniella is een geslacht van halfvleugeligen uit de familie schuimcicaden (Cercopidae). De wetenschappelijke naam van dit geslacht is voor het eerst geldig gepubliceerd in 1914 door Melichar.

## Soorten
Het geslacht Jacobsoniella omvat de volgende soorten:
- Jacobsoniella bakeri Schmidt, 1920
- Jacobsoniella elegantula Melichar, 1914